# Shelley Day
Shlelley Day byla producentka dětských videoher. Po odchodu z LucasArts založila spolu s Ronem Gilbertem společnost Humongous Entertainment. Zde nechala vzniknout oblíbenou postavičku Putt-Putt, která se následně objevila sérii stejnojmenných her pro děti.
Pracovala také v dceřiné společnosti Humongous Entertainment - Cavedog Entertainment. Po odchodu z Humongous založila společnost Hulabee Entertainment se zaměřením online her pro děti.
Dne 2. prosince 2005 byla odsouzena k 30 měsícům vězení za defraudaci Asijsko Evropsko Americké Banky v Seattlu o 1,5 milionu dolarů. Bankovnímu úředníkovi nepravdivě tvrdila, že společnost Disney Interactive koupila část její společnosti Hulabee a své tvrzení prokazovala zfalšovanými dokumenty.